# Mystic Art
Mystic Art – nieistniejący polski magazyn muzyczny, dwumiesięcznik wydawany przez Mystic Production, poświęcony szeroko pojętej muzyce metalowej oraz rockowej i skupiający się głównie na muzyce wydawanej przez Mystic. Znajdowały się w nim m.in. następujące działy: wywiady z muzykami, recenzje najnowszych płyt, relacje z koncertów, „Past Perfect”, gdzie przypominano się o zespołach, które zakończyły działalność, „25 trudnych pytań”, w którym wybranemu muzykowi zadano się tytułowe 25 pytań, dotyczące chociażby jego dzieciństwa czy życia prywatnego, „Pogaduchy” (kiedyś „Słowa czy pięści”), gdzie Michał Wardzała i Nergal dyskutowali i wymieniali zdania o wybranym albumie.
Redaktorem naczelnym czasopisma był Michał Wardzała, jego zastępcą Michał Kapuściarz. Wśród redaktorów znajdowali się: Barbara Mikuła, Łukasz "Zielony" Zieliński (Virgin Snatch), Bartosz Donarski, Jarosław Szubrycht (Lux Occulta), Nergal (Behemoth), Grzegorz Para, Piotr Bałajan, Piotr Miecznikowski, Scott Ian (Anthrax), Dobrochna Wojda, Hubert Maciąg oraz Bartłomiej Paszylk.
Jako ostatni ukazał się 2021 nr 1 = 71.